# Унитарность (физика)
Унитарность в квантовой физике — условие, что временная эволюция квантового состояния в соответствии с уравнением Шрёдингера математически представлена унитарным оператором. Это обычно принимается как аксиома или основной постулат квантовой механики, в то время как обобщения или отклонения от унитарности являются частью предположений в теориях, которые могут выходить за рамки квантовой механики. Граница унитарности — это любое неравенство, которое следует из унитарности оператора эволюции, то есть из утверждения, что эволюция во времени сохраняет внутренние произведения в гильбертовом пространстве.

## Гамильтонова эволюция и матрица рассеяния
Временная эволюция, описываемая независимым от времени гамильтонианом, представлена однопараметрическим семейством унитарных операторов, для которого гамильтониан является генератором: {\displaystyle U(t)=e^{-i{\hat {H}}t/\hbar }}. Ожидаемое значение гамильтониана сохраняется при временной эволюции, которую генерирует гамильтониан. Если сам гамильтониан имеет внутреннюю зависимость от времени, как это происходит, когда силы взаимодействия или другие параметры меняются во времени, то вычисление семейства унитарных операторов становится более сложным (ряд Дайсона). В представлении Шрёдингера унитарные операторы воздействуют на квантовое состояние системы, тогда как в представлении Гейзенберга зависимость от времени включается в наблюдаемые.
Точно так же S-матрица, которая описывает, как физическая система изменяется в процессе рассеяния, также должна быть унитарным оператором; это подразумевает оптическую теорему.

## Оптическая теорема
Унитарность S-матрицы подразумевает среди прочего оптическую теорему. В частности, из оптической теоремы следует, что нефизические частицы не должны появляться в виде виртуальных частиц в промежуточных состояниях. Математический механизм, который используется для обеспечения этого, включает в себя калибровочную симметрию, а иногда и духи Фаддеева — Попова.
Согласно оптической теореме мнимая часть амплитуды вероятности {\displaystyle {\mbox{Im}}(M)} двухчастичного рассеяния вперёд связана с полным сечением, вплоть до некоторых числовых факторов. Так как {\displaystyle |M|^{2}} для процесса рассеяния вперёд является одним из членов, который вносит вклад в полное поперечное сечение, он не может превышать полное поперечное сечение, то есть {\displaystyle {\mbox{Im}}(M)}. Неравенство:
{\displaystyle |M|^{2}\leqslant {\mbox{Im}}(M)}
подразумевает, что комплексное число {\displaystyle M} должно принадлежать определённому диску в комплексной плоскости. Аналогичные границы унитарности подразумевают, что амплитуды и сечения не могут слишком сильно увеличиваться с энергией, или они должны уменьшаться так быстро, как диктует определённая формула.